# St. Maria (Neuenhaßlau)
Die Kirche Maria, Hilfe der Christen ist die römisch-katholische Filialkirche von Neuenhaßlau, einem Ortsteil der Gemeinde Hasselroth im Main-Kinzig-Kreis (Hessen). Sie wurde zwischen 1954 und 1956 gebaut und trägt den Beinamen Franz-Hitze-Gedächtnis-Kirche zu Ehren des Sozialtheologen Franz Hitze.

## Geschichte
Durch den Zuzug von Vertriebenen nach dem Zweiten Weltkrieg aus dem Sudetenland und Ungarn stieg die Zahl der Katholiken im überwiegend evangelischen Neuenhaßlau und dem benachbarten Gondsroth deutlich an. Zunächst wurden sie durch den Pfarrer von Somborn betreut.
Mit finanzieller Hilfe des Sudetenverbandes Unitas konnte am 10. Oktober 1954 der Grundstein gelegt und am 3. Juni 1956 die neue Kirche eingeweiht werden. Architekt war Josef Kierdorf aus Köln.

## Architektur
Die Kirche ist ein einschiffiger Bau mit kleinem Nebenschiff. Aus Kostengründen wurde zunächst auf einen Glockenturm verzichtet und ein Dachreiter für eine Glocke installiert. Später wurde die Glocke aus statischen Gründen in einen Turm aus Stahlgerüst auf dem Kirchenvorplatz umgehängt. Das Äußere ist unscheinbar, das Innere hell gestaltet. Bei Umbauarbeiten 1971–1973 wurde der Altar von der Stirnseite in die Kirchenmitte verlegt, ein kleiner Seitenaltar mit einer Marienstatue wurde erstellt. In einem Anbau wurde ein Gemeindesaal mit Nebenräumen eingerichtet. Bei Umbauarbeiten in den 2010er Jahren wurde das Pfarrbüro in einen Raum der Sakristei an der Längsseite der Kirche verlegt; weiterhin wurde die Kirche energetisch saniert.

## Ausstattung
Die Kirche besteht aus einem Hauptschiff mit seitliche angebauter Sakristei. Große Betonfenster mit den Buchstaben A und O und dem Kreuz lassen von beiden Seiten reichlich Licht in den Raum. Der Altar befindet sich seit der Renovierung 1973 nicht mehr an der Stirnseite, sondern in der Mitte des Raumes. Über dem Altar befindet sich ein Hängekreuz aus in Metall gefasstem Mosaik, ein Geschenk des Altherren-Vereins „Unitas“ aus Freiburg im Breisgau. Nachdem der ursprüngliche Tabernakel bei einem Einbruch entwendet wurde, ist ein deutlich schlichterer aufgestellt worden.